# Schwende (Schwende-Rüte)
Schwende (gsw. Schwendi) – miejscowość w gminie Schwende-Rüte  w północno-wschodniej Szwajcarii, w kantonie Appenzell Innerrhoden, w niemieckojęzycznej części kraju. 31 grudnia 2020 liczyła 2254 mieszkańców. Do 30 kwietnia 2022 gmina (niem. Bezirk)